# 聖瑪爾定教堂 (科爾馬)

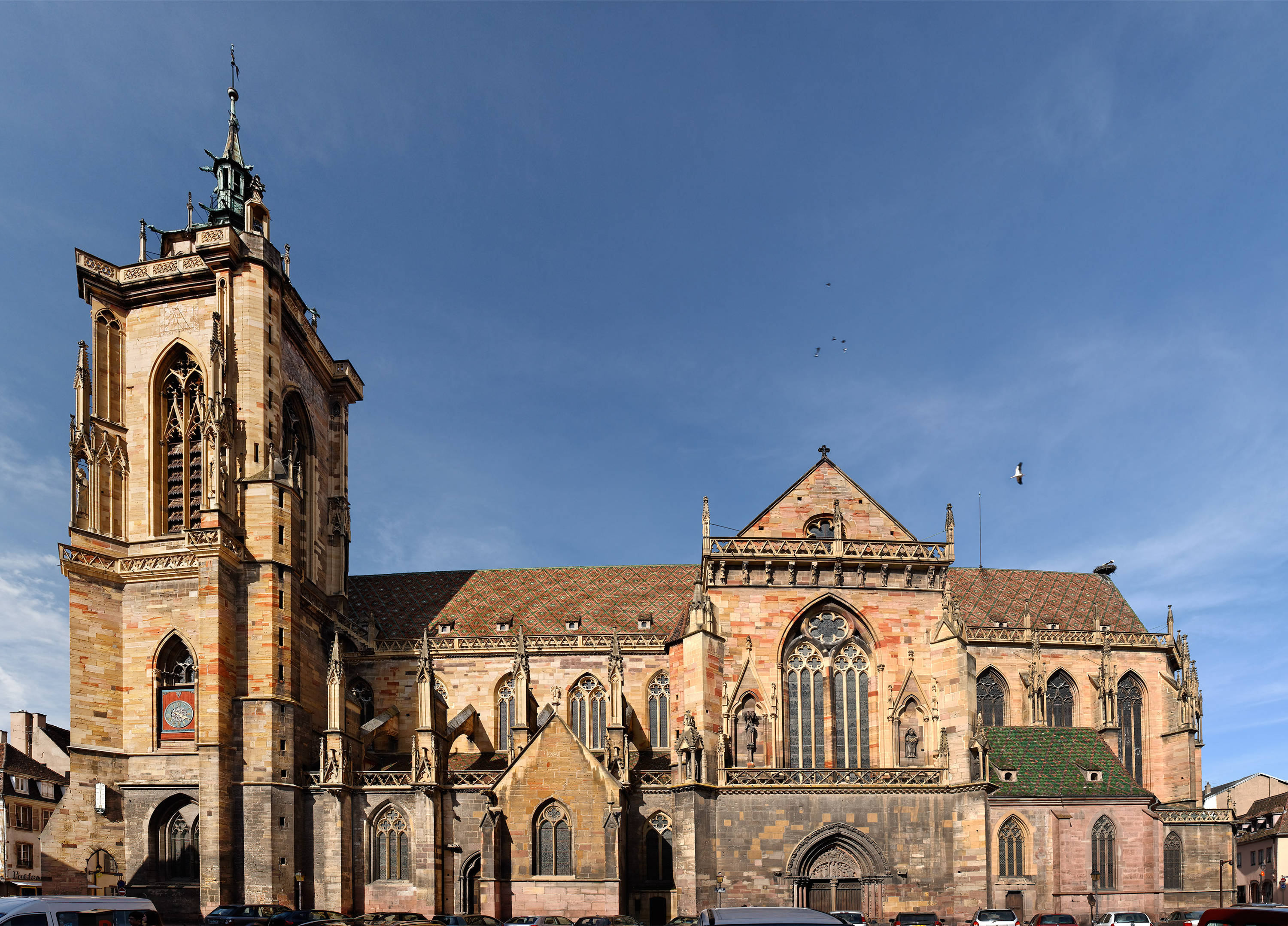
聖瑪爾定教堂

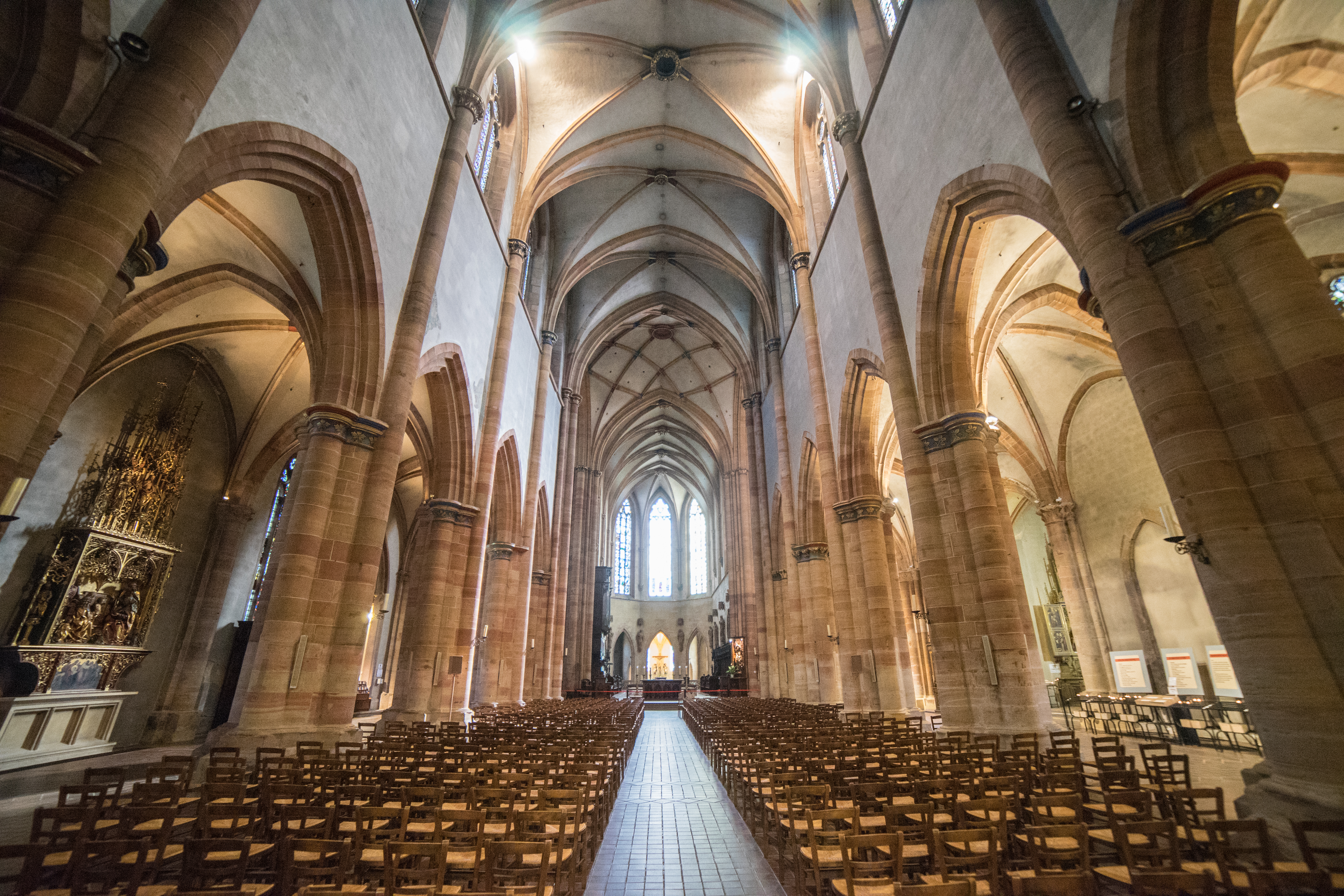
在教堂裡面

聖瑪爾定教堂（法語：Église Saint-Martin）是位於法國城市科爾馬的一座教堂，也是科爾馬最主要的教堂之一。聖馬丁教堂始建於1234年。在1840年，聖馬丁教堂被指定為法國歷史紀念建築。

## 外部連結
维基共享资源上的相關多媒體資源：Saint-Martin Church, Colmar
- Structurae数据库中聖瑪爾定教堂 (科爾馬)的数据

- History and description of the organ （法文）